# Finn Holsing
Finn Holsing (* 9. August 1983 in Lübbecke) ist ein ehemaliger deutscher Fußballspieler.

## Karriere
Holsing spielte in den Jugendmannschaften des BSC Blasheim und des SVEB Börninghausen, ehe er mit 14 Jahren zu Arminia Bielefeld kam. Bei der Arminia spielte der Rechtsverteidiger in der Regionalliga-Saison 2004/05 21-mal in der U-23-Mannschaft. Im Oktober 2004 setzte ihn Trainer Uwe Rapolder dreimal im Bundesligateam ein.
Zur Saison 2005/06 wurde Holsing an Zweitligist Eintracht Braunschweig ausgeliehen. Bei den „Löwen“ kam er in seiner ersten Spielzeit auf 22 Einsätze. In der Saison 2006/07 lief er noch in sieben Spielen in der zweiten Liga auf und spielte zehnmal im Oberligateam der Eintracht.
Zur Saison 2007/08 wechselte Holsing in die zweite Mannschaft von Werder Bremen. Nach zwei Jahren in Bremen wechselte  Holsing zur Saison 2009/10 zu Rot-Weiss Essen. Nach 5 Spielen für RWE zog er sich im Mannschaftstraining am 16. September 2009 einen Riss der linken Achillessehne zu und fiel somit für die ganze Saison aus. Nach der Insolvenz des Vereins wurde der Vertrag aufgelöst.
Nachdem sich Holsing zwischenzeitlich bei der Amateurmannschaft von Arminia Bielefeld fit gehalten hatte, beendete er seine aktive Karriere und übernahm administrative Tätigkeiten bei dem Verein. Aktuell betreut Holsing gemeinsam mit dem ehemaligen Profi Thilo Versick das Projekt „Wir sind Ostwestfalen“, welches als Marketing Maßnahme die Bindung des Vereins zur Region Ostwestfalen weiter verbessern soll.